# 東京都道120号下石原小島線
東京都道120号下石原小島線（とうきょうとどう120ごう しもいしわらこじません）は、東京都調布市内の東京都道（一般都道）である。

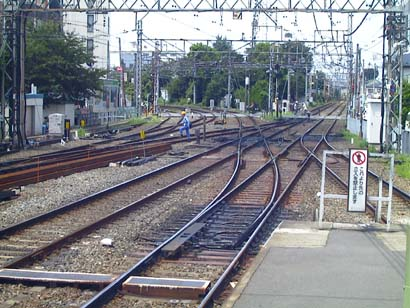
奥に見える踏切が当道（調布駅より。京王線地下化前）

## 概要
- 起点：調布市多摩川3丁目東京都道19号町田調布線（鶴川街道）交点（多摩川小入口交差点付近）
- 終点：調布市小島町1丁目東京都道119号北浦上石原線（旧甲州街道）交点（調布駅西交差点）
- 延長：1,276m
- 面積：11,002m2
- 都市計画路線名：調布3・4・4号線
- 都道認定要件：地方開発のため特に必要な道路

## 交通状況
平成22年（2010年）度時点での、道路交通センサスによる下石原小島線の交通データは以下のとおりである。
- 大型車：662台、小型車：3,118台、二輪車類：457台、自転車類：1,105台、歩行者類：1,017台（いずれも12h計）
- 車道部：7.00m、歩道部：1.20m、車線数：2。

（観測地点：調布市小島町3-69）

## 経由地
- 東京都調布市
  - 京王多摩川駅（京王相模原線）
  - 多摩南高前交差点
  - 調布駅（京王線）。かつては当駅付近の踏切が存在していたが、現在は京王線の当駅地下化により踏切が廃止されている。

## 交差する道路
- 東京都道19号町田調布線（鶴川街道）
- 東京都道119号北浦上石原線（旧甲州街道）